# Jorge de Meneses
Jorge de Menezes (c. 1498 – 1537) foi um navegador e explorador português que, por volta de 1526/27, ao navegar ao largo da Península da Cabeça de Pássaro (na actual Indonésia), aportou nas ilhas Biak e Waigeo, abrigando-se na região enquanto aguardava a passagem da época das monções. Nomeou a região de Ilhas dos Papuas, sendo considerado o descobridor europeu da Nova Guiné.

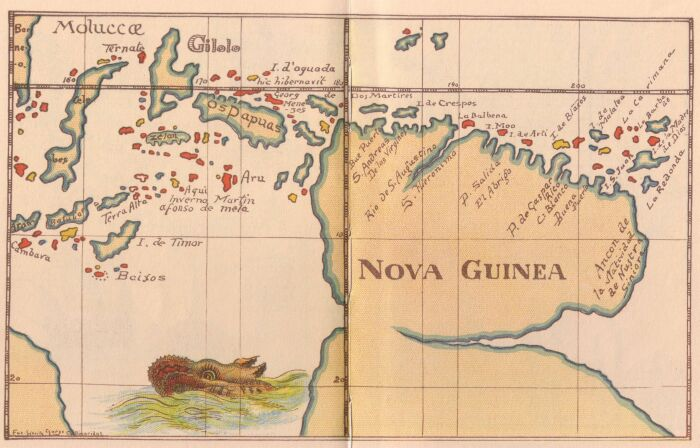
Mapa das ilhas Molucas e Nova Guiné, espanhol/português, c.1600.

Foi o 3º capitão das Ilhas Molucas (visitadas pela primeira vez por portugueses em 1512), entre 1527 a 1530. A sede da capitania era em Ternate, no Forte de São João Baptista. A sua governação ficou marcada pelo saque a um forte espanhol em Tidore, pelo envenenamento do sultão de Ternate e pela prática de atrocidades contra as populações locais. Depois de deixar o cargo foi preso e enviado para a Índia. Após regressar a Portugal foi desterrado para o Brasil onde acabou por morrer num combate contra índios em 1537.